# RCSJ de Grivegnée
RCSJ de Grivegnée is een Belgische voetbalclub uit Grivegnée, een deelgemeente van Luik. De club is aangesloten bij de KBVB met stamnummer 308, en heeft rood-zwart-wit als clubkleuren. De club speelde het grootste deel van zijn geschiedenis in de provinciale reeksen, maar klom bij het begin van de 21ste eeuw op naar het nationale voetbal. Door twee degradaties op rij speelt de club vanaf 2009 in de tweede provinciale.

## Geschiedenis
De club werd in 1923 opgericht als Cercle Sportif Saint-Victor maar veranderde datzelfde jaar nog de naam in Cercle Sportif Grivegnée. De club sloot daarna aan bij de Belgische Voetbalbond en kreeg in 1926, bij de invoering van de stamnummers, het nummer 308 toegewezen. In 1953 kreeg de club koninklijke titel en zette Royal voor zijn naam. In 1983 voegde men nog de voor Grivegnée en in 1999 werd de huidige naam, Royal Club Sportif Jeunesse de Grivegnée uiteindelijk aangenomen.
In 2006 promoveerde de club uit de provinciale reeksen, en trad zo vanaf 2006/07 aan in de nationale bevorderingsreeksen. In het begin van het seizoen leek het goed te gaan maar dan zakte de club wat weg, uiteindelijk werd de dertiende plaats behaald. De club moest via een barragematch het behoud verzekeren en slaagde daarin. Het volgende jaar degradeerde de club en ook in 2009 eindigde Grivegnée op de laatste plaats en degradeert zo voor de tweede keer op rij.